# Dermationidae
Dermationidae — родина саркоптиформних кліщів надродини Analgoidea. Належить до групи пір'яних кліщів. Містить близько 50 видів. Живуть в пір'ї і шкірі різноманітних птахів.

## Опис
Дрібні кліщі (менше 0,5 мм) з тонкими покривами і сплющеним тілом. Проподосомальний щит розвинений, а опістосомальний і інші щити невеликі. Перша і друга пари ніг добре розвинені з витягнутими сегментами (вкорочені тільки у Apocnemidocoptes). Амбулакральні диски добре розвинені, зазвичай менші в діаметрі, ніж довжина лапок, амбулакральне стебельце варіює в формі: коротке і тонке або циліндричне і розширене біля основи; всі склеріти амбулакрального диска дрібні і слабо склеротовані.

## Роди
- Підродина Apocnemidocoptinae Mironov, Bochkov & Fain, 2005
  - Apocnemidocoptes Lombert, Lukoschus & Fain, 1984
- Підродина Dermationinae  Fain, 1965
  - Apodicoptes Fain, 1965
  - Dermation Trouessart et Neumann, 1888
  - Neodermation Fain, 1965
  - Paddacoptes Fain, 1965
  - Paradermation Fain, 1965
  - Passeroptes Fain, 1964
  - Pelicanoptes Fain et Atyeo, 1975
  - Psittophagoides Fain, 1964
  - Rivoltasia Canestrini, 1894
  - Trochiloptes Mironov, Bochkov et Fain, 2005